# Noordse combinatie
De noordse combinatie is een vorm van skisport waarbij de twee onderdelen van het noords skiën, schansspringen en langlaufen, gecombineerd worden. De sport heeft haar oorsprong in Noorwegen, en staat sinds 1924 op het programma van de Olympische Winterspelen. Het is de enige sport waarbij enkel mannen mogen deelnemen bij de Olympische Winterspelen. Sinds 1925 zijn er ook wereldkampioenschappen voor de mannen in deze discipline, als onderdeel van de Wereldkampioenschappen noords skiën die tegenwoordig om de twee jaar worden gehouden in de oneven jaren. Er is ook een jaarlijkse wereldbeker noordse combinatie, die de beste atleet over een geheel seizoen bekroont. In de noordse combinatie zijn er competities voor vrouwen en mannen. In het seizoen 2020/2021 werd de eerste wereldbeker voor de vrouwen georganiseerd waarmee hun aanvraag tot Olympische wintersport versterkt werd. In de wereldbeker worden ook subklassementen opgemaakt voor de beste springer en loper.

## Wedstrijdformules
Behalve bij de massastart, is de volgorde van een wedstrijd: eerst schansspringen, en dan langlaufen. Het langlaufen gebeurt steeds in de vrije stijl. Bij de massastart is de volgorde andersom, eerst langlaufen en daarna schansspringen.

### Individuele wedstrijd

#### Originele vorm
Bij de individuele Gundersen-wedstrijd in zijn originele vorm moeten de deelnemers eerst twee sprongen maken van de kleine (90 meter) of grote (120 meter) schans (op wereld- en Olympische kampioenschappen springt men van de kleine schans). De punten van beide sprongen worden samengeteld. Na het springen worden de puntenverschillen t.o.v. de beste springer omgerekend in een aantal seconden, volgens de "Gundersen"-methode: 15 punten = 1 minuut achterstand, oftewel 1 punt = 4 seconden.
Het tweede deel van de combinatie is een langlaufwedstrijd over 15 km, waarbij de beste springer als eerste start en de volgende atleten telkens met hun omgerekende achterstand. De loopproef is dus een achtervolging; wie het eerst over de eindstreep komt, is meteen de winnaar van de combinatieproef. Op de dag voor de wedstrijden vindt doorgaans een zogeheten Provisional Competition Round, kortweg PCR, plaats op de schans. Mocht het springen op de wedstrijddag(en) niet door kunnen gaan, dan telt deze ronde als uitslag inclusief eventuele diskwalificaties.

#### Vanaf het seizoen 2008/2009
Vanaf het seizoen 2008/2009 voerde de FIS heel wat wijzigingen door bij de wedstrijden in de noordse combinatie. De wedstrijd individuele Gundersen verdween in zijn originele vorm van de kalender. In plaats daarvan bestaan de Gundersen-wedstrijden nog uit 1 sprong (van de kleine of grote schans) gevolgd door een langlaufwedstrijd over 10 kilometer. Bij de wereldkampioenschappen noordse combinatie 2009 worden twee Gundersen-wedstrijden gehouden, één op de grote schans en één op de kleine schans. Jaarlijks vindt er ook minimaal 1 Triple plaats. Dit is vergelijkbaar met een etappekoers uit het wielrennen. Op alle dagen wordt er een Gundersen-wedstrijd gehouden (soms op dag 1 een massastart), waarbij op dag 1 het langalufen 7.5 km duurt, op dag 2 10 km en op dag 3 12.5 km. Na de eerste dag valt iedereen buiten de eerste 50 af en na de tweede proef blijft enkel de top 30 in de race voor de slotdag, waarna een winnaar bekend is. De vrouwen lopen in hun langlaufonderdelen sinds de opname in het wereldbekercircuit meestal 5 km.

### Compacte wedstrijd
Sinds 2023/2024 werd een nieuw wedstrijdformat geïntroduceerd. In het compacte format wordt de Gundersen-methode aan de kant geschoven en wordt er tussen elke positie in de rangschikking van het springen een vast tijdsverschil aangerekend. De nummers 2 en 3 krijgen elk cumulatief 6 seconden achterstand. De volgende 2 krijgen per plek 5 seconden aangerekend, en zo gaat het per 2 atleten met een seconde minder. Vanaf een minuut wordt er in groepen van 4 om de 5 seconden gestart, en alle deelnemers die nog moeten starten worden na 1:30 losgelaten. Dit format moet zorgen voor een interessanter langlaufonderdeel, omdat de beslissing nu later zal vallen, en in ieder geval niet vooraf.

### Sprint
De sprint is een verkorte versie van de individuele proef, en bestaat uit slechts één sprong (op wereld- en Olympische kampioenschappen springt men van de grote schans), gevolgd door een langlaufwedstrijd over 7,5 km. Ook hier geldt weer, dat de leider na het springen als eerste start bij het langlaufen en zijn puntenvoorsprong omgerekend wordt in een aantal seconden voorsprong volgens de Gundersen-methode. Degene die het eerst finisht, is kampioen.

### Wedstrijd per ploeg
Bij de teamwedstrijd maken vier deelnemers per (landen)ploeg elk twee sprongen van de kleine of grote schans. De scores van de acht sprongen worden opgeteld en de ploeg die het klassement aanvoert, gaat tijdens de langlaufestafette (4x5 km) met een omgerekende voorsprong als eerste van start. De omrekening is hier: 40 punten = 1 minuut achterstand. Een teamwedstrijd kan ook met drie deelnemers per ploeg; dan is de omrekening 45 punten = 1 minuut achterstand. Tegenwoordig bestaat er ook een landenwedstrijd met 2 atleten, met een verder grotendeels zelfde opzet.

### Massastart
Dit is een recente variant waarbij er eerst een langlaufwedstrijd over 10 km wordt gelopen met massastart, dat wil zeggen alle deelnemers vertrekken tegelijk. De winnaar van deze proef krijgt 120 punten; de anderen krijgen puntenaftrek naargelang hun achterstand (1 minuut = 15 punten). Nadien wordt er tweemaal gesprongen van de schans, waarbij enkel de afstand telt (er worden geen punten gegeven door juryleden; wel worden er punten afgetrokken als iemand valt of geen telemarklanding uitvoert). De winnaar is hij die de meeste punten heeft na de twee proeven. De massastart is nog geen Olympische discipline.

### Penalty race
De penalty race maakte in het verleden deel uit van de wereldbeker en heeft wat weg van de massastart, en van biatlon. De tijdsverschillen die na het schansspringen waren ontstaan werden pas tijdens de langlaufwedstrijdwedstrijd verwerkt in de vorm van een aantal strafrondes dat de deelnemers moesten lopen. De wedstrijd begon dus gezamenlijk. De deelnemers waren vrij wanneer ze hun stafrondes afwerkten, zolang ze maar allemaal voldaan werden.